# Hohe Steine bei Wildeshausen
Die Hohen Steine sind ein neolithisches Ganggrab nahe der Wildeshauser Bauerschaft Aumühle im niedersächsischen Landkreis Oldenburg. Sie tragen die Sprockhoff-Nr. 956 und entstanden zwischen 3500 und 2800 v. Chr. als Megalithanlage der Trichterbecherkultur (TBK).

## Lage
Dieses Ganggrab der Nordischen Megalitharchitektur ist Teil der Straße der Megalithkultur und liegt unmittelbar südlich der Bundesstraße 213 – in einem Waldstück in etwa 1,5 km südöstlicher Entfernung von Aumühle.

## Beschreibung
Das annähernd ost-west-orientierte Großsteingrab besteht aus einer 17 Meter langen und 2 Meter auf 1,4 Meter großen, doppeltrapezoiden Emsländischen Kammer, die in den Resten einer ovalen Einfassung liegt. Es sind 32 Einfassungssteine erhalten. Diese sind größtenteils aus ihrer ursprünglichen Lage verschoben worden. Von den ursprünglich 25 Tragsteinen und elf Decksteinen fehlt je einer. Der Zugang befand sich in der Mitte der Südseite
Funde von Tongefäßen aus der Eisenzeit lassen darauf schließen, dass das Grab zu dieser Zeit erneut genutzt wurde.